# Mannschaftsmeisterschaft in Judo 1958
Die Mannschaftsmeisterschaft 1958 ermittelte zum 5. Mal den Österreichischen Mannschaftsmeisters im Judo. Sie wurde vom Österreichischen Judoverband ausgetragen. Sieger war zum 2. Mal der Vereinsgeschichte der PSV Wien.

## Abschlusstabelle
| Position | Mannschaft | Stadt | Quelle |
| -------- | ---------- | ----- | ------ |
| 1        | PSV Wien   | Wien  | [ 3 ]  |

Stand: 2025-01-13